# Endeavour (krater)
För andra betydelser, se Endeavour.
Endeavour är en nedslagskrater på planeten Mars namngiven efter den kanadensiska byn Endeavour i provinsen Saskatchewan.
Kratern har en diameter på ungefär 21 km.
Mellan 2012 och 2018 utforskade NASAs obemannade rover Opportunity kraterns kant.

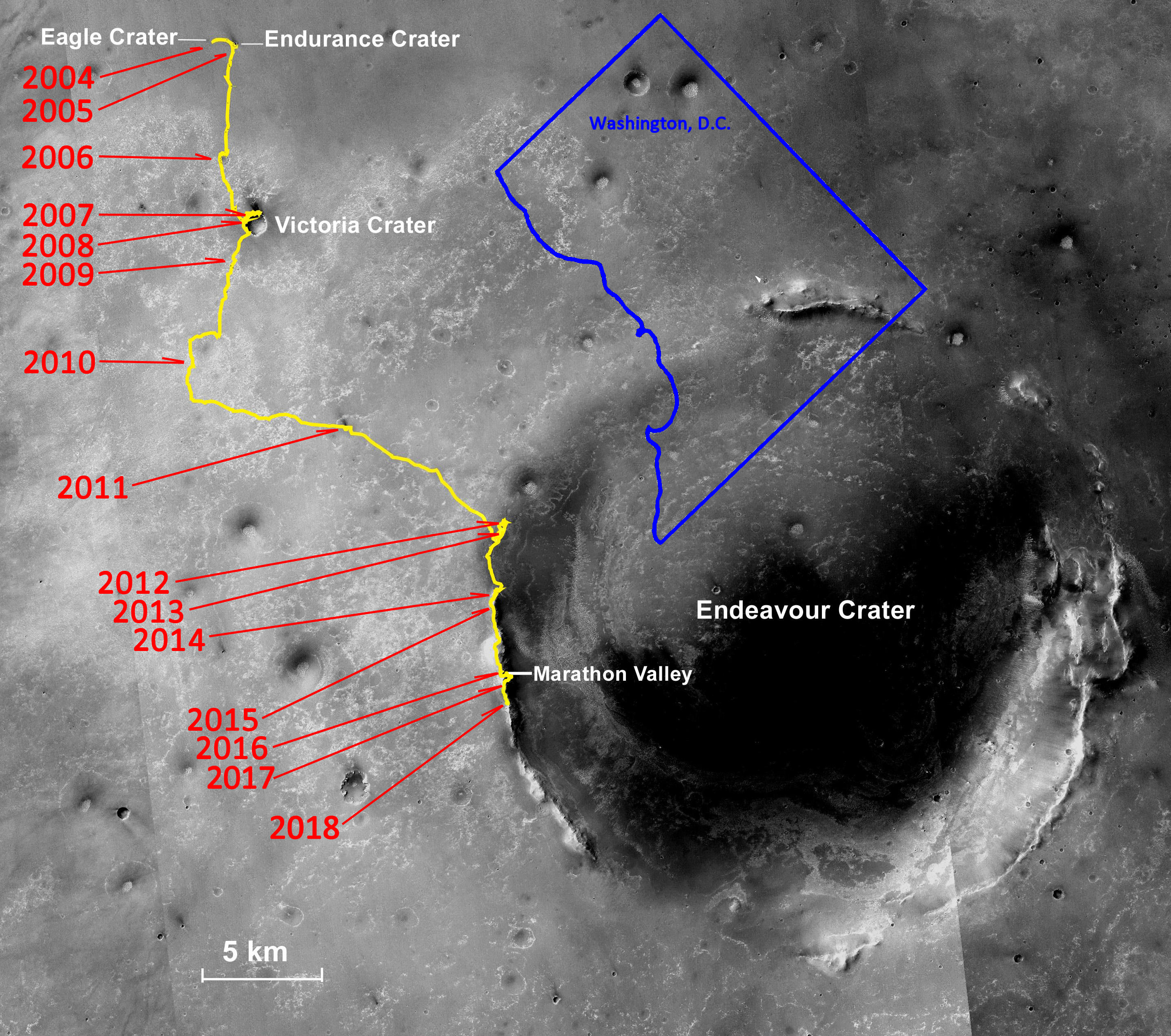
Opportunitys färdväg